# 瑪麗·芙瑞德克森
剛-瑪麗·芙瑞德克森（瑞典語：Gun-Marie Fredriksson，1958年5月30日—2019年12月9日），暱稱為瑪麗·芙瑞德克森（Marie Fredriksson），生於瑞典Össjö，流行音樂創作女歌手、鋼琴師、畫家，為雙人組合羅克賽的女主唱。他们最受欢迎的歌曲It Must Have Been Love被用在1990年美國电影《麻雀變鳳凰》（Pretty Woman）中。

## 生平
1986年與皮爾·蓋斯雷（Per Gessle）組成羅克賽樂團。
2002年診斷出罹患腦癌，開始進行治療。2019年12月9日，在與癌症奮戰17年後過世，享年61歲。